# Tyra Banksová
Tyra Banksová, rodným jménem Tyra Lynne Banks (* 4. prosince 1973 Inglewood, Kalifornie) je americká modelka, herečka, zpěvačka a moderátorka. Stala se první Afroameričankou na obálce časopisů GQ a Sports Illustrated Swimsuit Issue.

## Život
Narodila se v části Los Angeles v USA matce Carolyn, obchodní manažerce a lékařské fotografce a otci Donaldu Banksovi, počítačovému konsultantovi. Když bylo Tyře šest, tak se rodiče rozvedli. Matka se znovu vdala. Tyra má o 5 let staršího bratra Devina. Vystudovala střední školu Immaculate Heart High School a poté Loyola Marymount University.

## Kariéra

### Modeling
S modelingem začala v 15 letech, zatímco navštěvovala střední školu. Byla odmítnuta čtyřmi agenturami, než podepsala smlouvu s L.A. Models. V 16. letech přešla k Elite Model Management. Poté, co získala možnost pracovat po Evropě, rozhodla se odložit školu a přestěhovat se do Milána. Ve své první pracovní sezoně v roce 1991 se objevila na 25 módních přehlídkách na Pařížském týdnu módy. Později se objevila na titulních stranách magazínů jako Elle, Teen Vogue a Vogue. Předváděla pro značky jako Chanel, Valentino, Fendi a další. Objevila se v módních kampaních značek Dolce & Gabbana, Yves Saint-Laurent, Ralph Lauren a Nike. V polovině 90. letech se vrátila do Ameriky, kde dělala více komerčního modelingu.
Byla první Afroameričankou, která se objevila na titulní straně magazínů GQ a Sports Illustrated Swimsuit Issue. V roce 1997 získala Cenu VH v kategorii Supermodelka roku. Ten samý rok byla vybrána na titulní stranu katalogu Victoria's Secret. Od roku 1997 do roku 2005 patřila mezi andílky značky Victoria Secret. V roce 2010 podepsala smlouvu s IMG Models.

### Televize a film

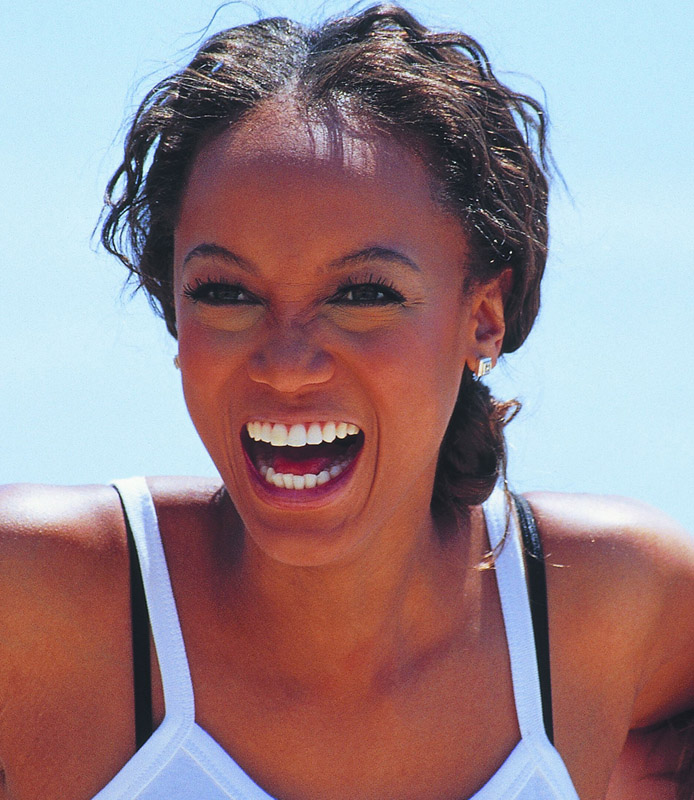
Tyra Banksová v Cannes, 2000

Svojí televizní kariéru zahájila ve čtvrté sérii seriálu Fresh Prince, ve kterém si zahrála Willovu kamarádku Jackie Ames. Objevila se v 7 epizodách. Dále se objevila v pořadech jako Felicity, All That, MADtv, Wild'n Out a The Princ is Right. Svůj hlas propůjčila do animované talk show Space Ghost Coast to Coast.
Založila společnost Ty Ty Baby Productions, kterou později přejmenovala na Bankable Productions, která produkuje Show Tyry Banksové, Amerika hledá topmodelku a v roce 2008 film Dívčí parta. Je moderátorkou, porotcem a exkluzivní producentkou reality show Amerika hledá topmodelku, kterou vysílá stanice The CW. Od roku 2005 moderovala talk show Show Tyry Banksové, která skončila v roce 2010. V letech 2008 a 2009 získala cenu Daytime Emmy Award za její práci a produkci Show Tyry Banksové.
První role na filmovém plátnu přišla s rokem 1994 a filmem Holé lebky. Po boku Lindsay Lohan se objevila ve filmu stanice Disney Živá panenka. Dále se objevila ve filmech Falešná láska (1999), Láska a basket (2000), Divoké kočky (2000) a Halloween: Zmrtvýchvstání (2002). Po boku Miley Cyrusové se objevila ve filmu Hannah Montana v roce 2009. Zahrála si ve čtyřech epizodách třetí série seriálu Superdrbna a také se objevila v seriálu stanice Disney Na parket!.

### Hudba
Objevila se v několika videoklipech jako "Black or White" od Michaela Jacksona, "Love Thing" od Tiny Turner, "Trife Life" od Mobb Deep, "Too Funky" od George Michaela a "Don't Wanna Lose You" od Lionela Richieho. V roce 2004 nahrála svůj první singl "Shake Ya Body", ke kterému natočila videoklip s finálovou šestkou druhé série reality show Amerika hledá topmodelku. Vydala singl s NBA hráčem Kobem Bryantem nazvaném "K.O.B.E.". Také nahrála singl "Be a Star" pro soundtrackové album k filmu Živá panenka.

### Knihy
V květnu 2010 bylo oznámeno, že napíše knihu nazvanou Modelland, založenou na jejích vlastních zkušenostech s modelingem. V show Dobré ráno Ameriko prozradila, že kniha bude zaměřená na čtveřici dívek, které se dostaly na modelingovou školu ve světě Modelland. Její první novela se zařadila v říjnu roku 2011 na seznam bestsellerů deníku The New York Times. V roce 1998 se podílela na knize Tyra's Beauty, Inside and Out.

### Internetová stránky
V březnu roku 2011 zveřejnila internetovou stránku typeF.com, zaměřenou na krásu a módu.

## Filmografie
| Rok  | Název                     | Role          | Poznámky |
| ---- | ------------------------- | ------------- | -------- |
| 1995 | Holé lebky                | Deja          |          |
| 1999 | Falešná láska             | Holly Garnett |          |
| 1999 | Bytový komplex            | Samu sebe     | TV film  |
| 2000 | Láska a basket            | Kyra Kessler  |          |
| 2000 | Živá panenka              | Eve           | TV film  |
| 2000 | Divoké kočky              | Zoe           |          |
| 2002 | Halloween: Zmrtvýchvstání | Nora Winston  |          |
| 2002 | Osm bláznivých večerů     |               | Hlas     |
| 2004 | Larceny                   | Samu sebe     |          |
| 2007 | Pan tělocvikář            | Samu sebe     |          |
| 2008 | Tropická bouře            | Samu sebe     |          |
| 2009 | Hannah Montana: The Movie | Samu sebe     |          |

| Rok             | Název                    | Role                                    | Poznámky                              |
| --------------- | ------------------------ | --------------------------------------- | ------------------------------------- |
| 1993            | Fresh Prince             | Jackie Ames                             | 8 epizod                              |
| 1996            | All That                 | Host                                    | Epizoda: "Tyra Banks/Blackstreet"     |
| 1997            | New York Undercover      | Natasha Claybourne                      | 3 epizody                             |
| 1999            | Třeba mě sežer           | Samu sebe                               | 2 epizody                             |
| 1999            | The Hughleys             | Nicole                                  | Epizoda: "Sap and the Star"           |
| 2000            | MADtv                    | Katisha Latisha Parisha Farisha Johnson | 2 epizody                             |
| 2000            | Felicity                 | Jane Scott                              | 3 epizody                             |
| 2001            | Soul Food                | Nina Joseph                             | Epizoda "Ordinary Pain"               |
| 2003–současnost | Amerika hledá topmodelku | Samu sebe                               | Moderátor a porotce                   |
| 2004            | All of Us                | Roni                                    | Epizoda: "O Brother, Where Art Thou?" |
| 2004            | American Dreams          | Carolyn Gill                            | Epizoda: "Chasing the Past"           |
| 2005–10         | Show Tyry Banksové       | Samu sebe                               | Moderátor                             |
| 2009            | Super drbna              | Ursula Nyquist                          | Epizoda: "Dan de Fleurette"           |
| 2011            | Mexiko hledá topmodelku  | Samu sebe                               | Hostující porotce (2. série, finále)  |
| 2012            | Vietnam hledá topmodelku | Samu sebe                               | Hostující porotce (2. série, finále)  |
| 2012–13         | Na parket!               | Paní Burkeová                           | 2 epizody                             |
| 2012            | Rusko hledá topmodelku   | Samu sebe                               | Hostující porotce (3. série, finále)  |
| 2013            | Asie hledá topmodelku]   | Samu sebe                               | Hostující porotce (1. série, finále)  |
| 2013            | Glee                     | Bichette                                | Epizoda: "Movin' Out"                 |